# Clodia de comitiis
Clodia de comitiis va ser una llei romana establerta a proposta del tribú de la plebs Publi Clodi Pulcre el 696 de la fundació de Roma (58 aC) quan eren cònsols Luci Calpurni Pisó Cesoni i Aule Gabini.
La llei prohibia observar el vol de les aus i el cel els dies que es feien comicis (observar els auguris) i va derogar les lleis Aelia de jure comitiorum i Fusia que tenien com a finalitat contenir els desordres i aldarulls del poble als comicis.